# Чудовището от Бодмин Мур
Чудовището от Бодмин Мур е същество, което прилича на котка и кръстосва Бодмин Мур, Англия.

## Разследване
Предполага се, че Чудовището от Бодмин Мур е голяма котка (пантера или пума). Начините да попадне на острова са не малко. Възможно е да е избягала от зоологическа градина или от частна колекция, както и да е внесена незаконно, като малка, но когато пораснала да е пусната на свобода.
Министерството на земеделието, рибарството и храните реши да проведе официално разследване през 1995 година. Проучването обаче показа, че няма сведения за зоологически градини или колекции, които са губили животни. Само седмица след разследването едно момче открило череп, който бил странен. След изследване бе установено, че може черепът да е на леопард. Странното е, че след като е открит черепът, продължили сигналите за наблюдения на Чудовището от Бодмин Мур'.